# Hansludwig Scheffold
Hansludwig Scheffold (* 21. Mai 1926 in Stuttgart; † 15. August 1969 in Prien am Chiemsee) war ein deutscher Politiker (CDU) und Oberbürgermeister der baden-württembergischen Stadt Schwäbisch Gmünd.

## Leben
Nach dem Abitur absolvierte Scheffold das rechtswissenschaftliche Studium und wurde anschließend Rechtsreferent am Kultusministerium Baden-Württemberg sowie am Oberschulamt für Nordwürttemberg. Seit dem Studium war er Mitglied der katholischen Studentenverbindung KStV Alamannia Tübingen.
Im Jahr 1962 begann seine politische Karriere als Mitglied der CDU-Fraktion des Gemeinderates in Stuttgart. Drei Jahre später trat Scheffold bei der Wahl zum Oberbürgermeister gegen den Amtsinhaber Julius Klaus, in der Kreisstadt Schwäbisch Gmünd an. Scheffold erlangte am 17. Januar 1965 69 % der Stimmen und übernahm das Amt von Klaus, der ein bundesweites Medienecho als Stier von Gmünd hervorrief, nachdem er einen Fotografen niederschlug. Auch lastete Klaus der Vorwurf der unorthodoxen Amtsführung und des Amtsmissbrauchs an. Nach anfänglichem Widerspruch von Klaus und seinen Anhängern konnte das Wahlergebnis zunächst nicht rechtskräftig werden. Nach abermaligem bundesweiten Medienecho ließ Klaus seinen Widerspruch fallen und Scheffold konnte sein Amt antreten.
In Scheffolds Amtszeit fiel eine Politik der Expansion, denn Scheffold war der Ansicht, dass Schwäbisch Gmünd zu klein sei, um die anstehenden Herausforderungen, wie eine neue Kläranlage, Schulen etc. zu bewältigen. Daneben gehört es zu seinen Verdiensten, dass der Prediger in Schwäbisch Gmünd vor dem Abbruch bewahrt und zum Kulturzentrum ausgebaut wurde. Zudem fallen die Entscheidungen für neue Baugebiete, das Schulzentrum Strümpfelbach, sowie ein neues Hallenbad und eine neue Großsporthalle im Gmünder Schwerzer in seine Amtszeit.
Scheffold starb während seiner Amtszeit bei einem Urlaub am Chiemsee an einem Herzinfarkt. Die Bestürzung und Trauer in der Stadt waren groß und man beschloss Scheffold ein Denkmal zu setzen, indem man das neu gebaute Gymnasium nicht wie geplant nach Jörg Ratgeb, sondern nach Hansludwig Scheffold benannte.
Scheffold war verheiratet. Der baden-württembergische Landtagsabgeordnete Stefan Scheffold ist sein Sohn.